# New York City Marathon 2013

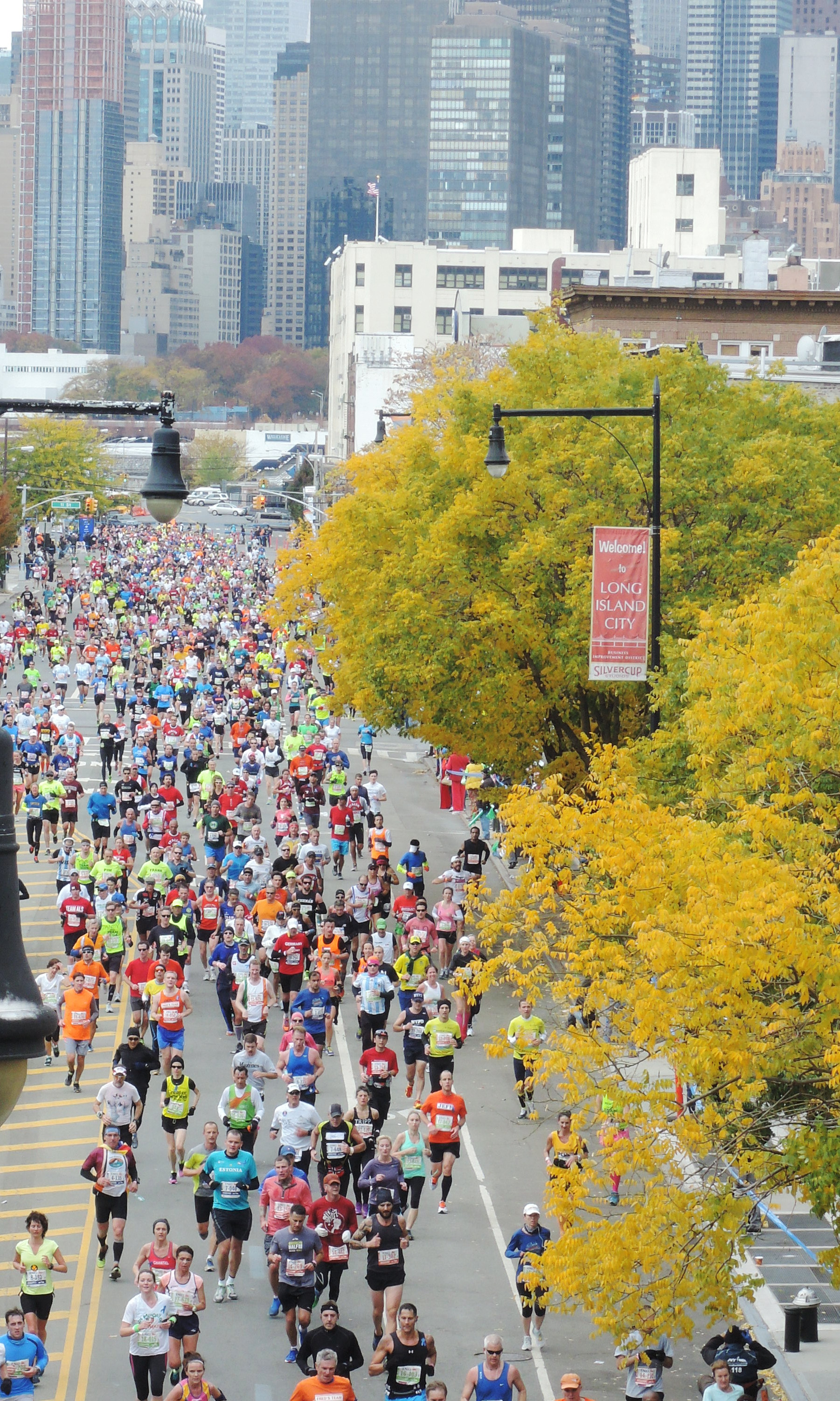
New York City Marathon 2013 bij Court Square

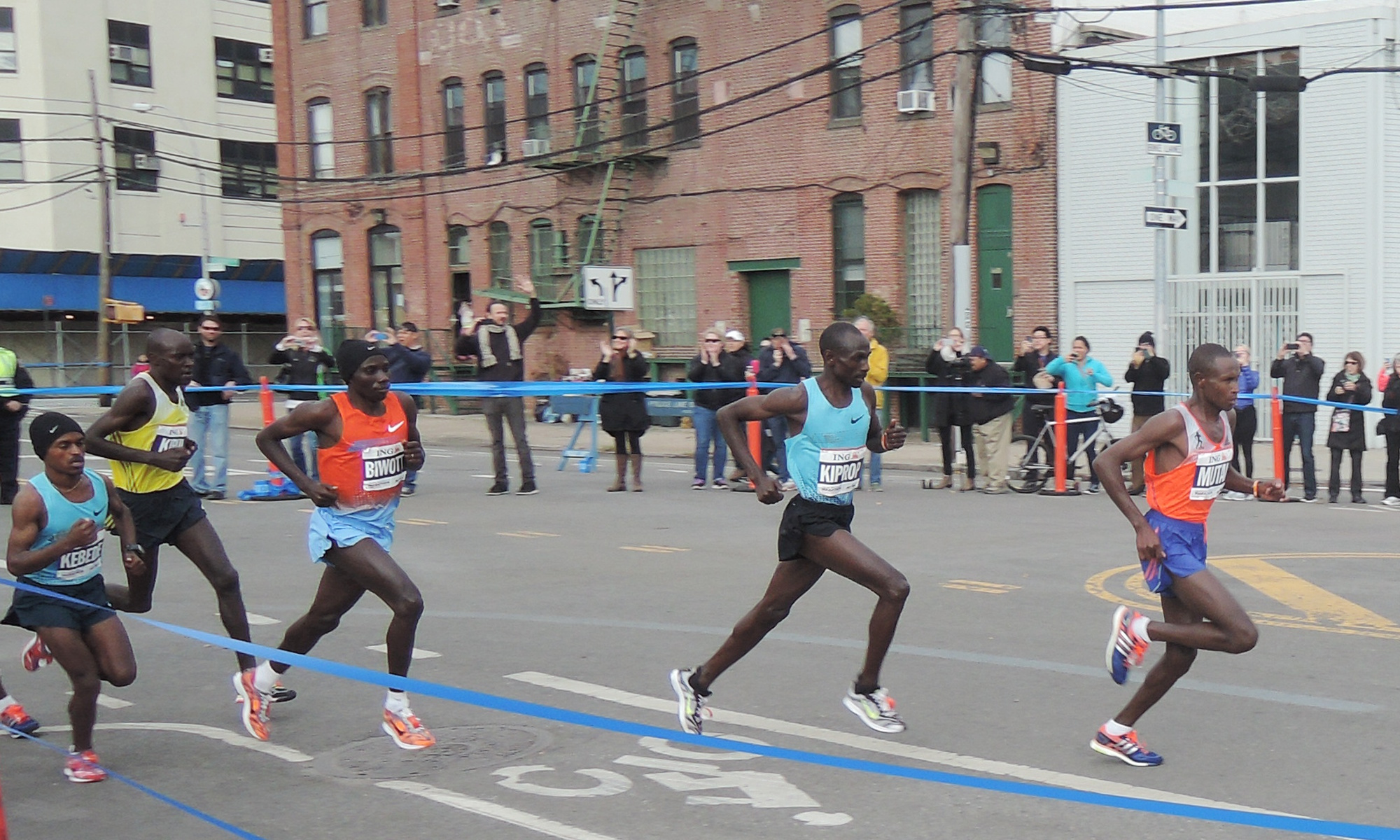
Mannen tijdens de wedstrijd.

De New York City Marathon 2013 werd gelopen op zondag 3 november 2013. Het was de 42e editie van deze marathon.
Bij de mannen kwam de Keniaan Geoffrey Mutai als eerste over de streep in 2:08.24. Zijn landgenote Priscah Jeptoo won bij de vrouwen in 2:25.07. 

## Uitslagen

### Marathon
Mannen
| rang   | naam            | land | tijd    |
| ------ | --------------- | ---- | ------- |
| Goud   | Geoffrey Mutai  | KEN  | 2:08.24 |
| Zilver | Tsegaye Kebede  | ETH  | 2:09.16 |
| Brons  | Lusapho April   | RSA  | 2:09.45 |
| 4      | Julius Arile    | KEN  | 2:10.03 |
| 5      | Stanley Biwott  | KEN  | 2:10.41 |
| 6      | Masato Imai     | JPN  | 2:10.45 |
| 7      | Jackson Kipropl | UGA  | 2:10.56 |
| 8      | Peter Kirui     | KEN  | 2:11.23 |
| 9      | Wesley Korir    | KEN  | 2:11.34 |
| 10     | Daniele Meucci  | ITA  | 2:12.03 |

Vrouwen
| rang   | naam                 | land | tijd    |
| ------ | -------------------- | ---- | ------- |
| Goud   | Priscah Jeptoo       | KEN  | 2:25.07 |
| Zilver | Buzunesh Deba        | ETH  | 2:25.56 |
| Brons  | Jeļena Prokopčuka    | LAT  | 2:27.47 |
| 4      | Christelle Daunay    | FRA  | 2:28.14 |
| 5      | Valeria Straneo      | ITA  | 2:28.22 |
| 6      | Kim Smith            | NZL  | 2:28.49 |
| 7      | Sabrina Mockenhaupt  | GER  | 2:29.10 |
| 8      | Tigist Tufa          | ETH  | 2:29.24 |
| 9      | Edna Kiplagat        | KEN  | 2:30.04 |
| 10     | Diane Nukuri-Johnson | BDI  | 2:30.09 |

### Wheelers
Mannen
| rang   | naam              | land | tijd    |
| ------ | ----------------- | ---- | ------- |
| Goud   | Marcel Hug        | SUI  | 1:40.14 |
| Zilver | Ernst Van Dyk     | RSA  | 1:40.14 |
| Brons  | Kurt Fearnley     | AUS  | 1:40.15 |
| 4      | Masazumi Soejima  | JPN  | 1:40.16 |
| 5      | Kota Hokinoue     | JPN  | 1:40.16 |
| 6      | Krige Schabort    | USA  | 1:42.25 |
| 7      | Pierre Fairbank   | ESP  | 1:42.29 |
| 8      | Aaron Pike        | USA  | 1:44.54 |
| 9      | Hiroyuki Yamamoto | JPN  | 1:45.23 |
| 10     | Joshua George     | USA  | 1:46.43 |

Vrouwen
| rang   | naam              | land | tijd     |
| ------ | ----------------- | ---- | -------- |
| Goud   | Tatyana McFadden  | USA  | 1:59.137 |
| Zilver | Wakako Tsuchida   | JPN  | 2:02.54  |
| Brons  | Manuela Schar     | SUI  | 2:03.53  |
| 4      | Amanda McGrory    | USA  | 2:05.06  |
| 5      | Susannah Scaroni  | USA  | 2:05.07  |
| 6      | Christie Dawes    | AUS  | 2:06.17  |
| 7      | Shirley Reilly    | USA  | 2:11.10  |
| 8      | Shelly Woods      | USA  | 2:14.31  |
| 9      | Chelsea McClammer | USA  | 2:20.55  |
| 10     | Diane Roy         | CAN  | 2:25.40  |

1970 ·
1971 ·
1972 ·
1973 ·
1974 ·
1975 ·
1976 ·
1977 ·
1978 ·
1979 ·
1980 ·
1981 ·
1982 ·
1983 ·
1984 ·
1985 ·
1986 ·
1987 ·
1988 ·
1989 ·
1990 ·
1991 ·
1992 ·
1993 ·
1994 ·
1995 ·
1996 ·
1997 ·
1998 ·
1999 ·
2000 ·
2001 ·
2002 ·
2003 ·
2004 ·
2005 ·
2006 ·
2007 ·
2008 ·
2009 ·
2010 ·
2011 ·
2012 · 
2013 ·
2014 ·
2015 ·
2016 ·
2017 ·
2018 ·
2019 ·
2020 · 
2021 ·
2022 ·
2023 ·
2024